# Пеньяшкозу
Пеньяшкозу (порт. Penhascoso)  —  район (фрегезия) в Португалии,  входит в округ Сантарен. Является составной частью муниципалитета  Масан. По старому административному делению входил в провинцию Бейра-Байша. Входит в экономико-статистический  субрегион Пиньял-Интериор-Сул, который входит в Центральный регион. Население составляет 952 человека на 2001 год. Занимает площадь 38,77 км².
Покровителем района считается Дева Мария (порт. Nossa Senhora das Dores). 